# Municipio de Harve
El municipio de Harve (en inglés: Harve Township) es un municipio ubicado en el condado de Faulkner en el estado estadounidense de Arkansas. En el año 2010 tenía una población de 1050 habitantes y una densidad poblacional de 18,8 personas por km².

## Geografía
El municipio de Harve se encuentra ubicado en las coordenadas 35°9′34″N 92°16′44″O / 35.15944, -92.27889. Según la Oficina del Censo de los Estados Unidos, el municipio tiene una superficie total de 55.84 km², de la cual 55,84 km² corresponden a tierra firme y (0 %) 0 km² es agua.

## Demografía
Según el censo de 2010, había 1050 personas residiendo en el municipio de Harve. La densidad de población era de 18,8 hab./km². De los 1050 habitantes, el municipio de Harve estaba compuesto por el 93,9 % blancos, el 1,62 % eran afroamericanos, el 0,57 % eran amerindios, el 0,19 % eran asiáticos, el 1,33 % eran de otras razas y el 2,38 % eran de una mezcla de razas. Del total de la población el 2,95 % eran hispanos o latinos de cualquier raza.